# Les Ormes (Vienne)
Les Ormes is een gemeente in het Franse departement Vienne (regio Nouvelle-Aquitaine) en telt 1431 inwoners (1999). De plaats maakt deel uit van het arrondissement Châtellerault.

## Geografie
De oppervlakte van Les Ormes bedraagt 24,3 km², de bevolkingsdichtheid is 58,9 inwoners per km².
De onderstaande kaart toont de ligging van Les Ormes (Vienne) met de belangrijkste infrastructuur en aangrenzende gemeenten.

## Demografie
Onderstaande figuur toont het verloop van het inwonertal (bron: INSEE-tellingen).